# Ruuhijärvi (sjö i Ranua, Lappland)
Ruuhijärvi är en sjö i kommunen Ranua i landskapet Lappland i Finland. Sjön ligger 170 meter över havet. Arean är 74 hektar och strandlinjen är 4,95 kilometer lång. Sjön  ingår i Kemi älvs huvudavrinningsområde.   Den ligger omkring 53 kilometer sydöst om Rovaniemi och omkring 680 kilometer norr om Helsingfors. 